# Gao Yisheng
Gao Yisheng (China, Da Shan, 1866 - China, Tianjin, 1951) foi um mestre de Bagua Zhang criador do Bagua Zhang estilo Gao. Foi discípulo do Mestre Cheng Tinghua, representando a terceira geração desta arte marcial.

## Biografia

### Juventude
Gao Yisheng nasceu em 1866, na vila de Da Zhuang Zi, em Da Shan, condado de Wu Di, na província de Shandong, na China. Durante sua infância a fortuna da sua família foi perdida, procurando emprego mudaram-se para a cidade de Shaogao, condado de Wu Ching, na província de Hebei.
Quando era criança teve sua perna quebrada por um carro de mula, como o osso foi ajustado incorretamente Gao teve de andar apoiado por um bastão durante toda sua sua vida. Ainda menino aprendeu a arte marcial Da Hung Chuan ("grande punho vermelho") em sua vila natal.  

### O aprendizado do Ba Gua Zhang
Em 1892, quando Gao tinha vinte e seis anos, começou seu estudo do Ba Gua Zhang com Song Changrong (ou Sung Zhangjun), aluno de Dong Haichuan. Após três anos da prática tinha aprendido apenas a forma básica de andar em círculo e a mutação simples de palma. 
Gao pediu mais instruções, mas Sung recusou e Gao partiu em busca de outro professor.
Aos trinta anos de idade, em 1896, Gao conheceu Zhou Yuxiang. Zhou era um talentoso estudante de Cheng Tinghua. A habilidade de Zhou na luta tinha-lhe valido o apelido "o Incomparável Zhou". Gao e Zhou lutaram por três vezes, Gao foi derrotado a cada vez. Gao ajoelhou-se e pediu-se para tornar-se discípulo de Zhou.
Zhou disse que eram demasiado próximos em idade para que o introduzisse no sistema, assim Zhou levou Gao a Beijing para se encontrar com seu professor Cheng Tinghua. Cheng aceitou-o como seu estudante por causa de sua experiência anterior com Sung e pela recomendação de Zhou Yu Xiang. Gao aprendeu de Zhou a maior parte do sistema, viajando a Beijing periodicamente para estudar com Cheng, até a morte do mesmo quatro anos mais tarde. Gao aprendeu nesta época as oito palmas shen tien, as formas com armas e as aplicações dos movimentos.

### Ensinando o Bagua Zhang estilo Gao
Após seis anos do estudo intenso Gao começou a ensinar o Ba Gua Zhang do estilo de Cheng Tinghua em Shao-gao, no condado de Wu Ching, província de Hebei. Entre 1902 e 1911 ele também estudou Xingyi Quan com Li Cunyi. Em 1911 retornou à sua vila na província de Shandong,  onde aos quarenta e cinco anos começou ensinar seu Bagua Zhang estilo Gao. 
Segundo Gao, por volta de 1912 teria encontrado Sung Yi Ren, um Taoísta da Montanha Guang Hua, que lhe teria ensinado o jogo de palmas Hou Tien. Mesmo seus estudantes diretos expressaram dúvidas a respeito desta história. Há diversos sistemas de baguazhang com formas de aplicação curtas similares ao Hou Tien de Gao. É possível supor que Gao tenha aprendido alguma delas de Cheng ou de Zhuo. Outro estudante de Zhuo Yuxiang escreveu um livro que inclui trinta e uma das sessenta e quatro palmas Hou Tien de Gao.
Entre 1911 e 1917, Gao mudou-se para a vila de Yang, no condado de Wu Ching, província de Hebei, a aproximadamente dez milhas da cidade de Tianjin. Neste período ensinou na vila de Yang e na cidade de Tianjin. Gao também retornaria periodicamente para ensinar sua arte na sua vila em Da Shan, na província de Shandong. Tianjin era um lugar áspero e violento com muitos artistas marciais experientes, gangsters e pessoas rudes. Qualquer um que tenha ensinado artes marciais na cidade de Tianjin nesta  época teve necessidade de desenvolver uma habilidade de combate real.

### Estrutura de aula
A principal fonte de renda de Gao era o ensino de artes marciais, assim a estrutura de suas aulas foi projetada para ensinar qualquer um que quisesse aprender. Suas aulas públicas incluíam instruções para diversos níveis, cada nível de aprendizado tendo um custo específico. 
Treinou seus estudantes de acordo com seus interesses, atitude, e condição física: alguns queriam apenas aprender o Ba Gua Zhang para cultivar sua saúde, outros para demonstrações, enquanto outros procuravam desenvolver sua habilidade de combate.  

### Os últimos anos
Em 1942 Gao lutou com um professor de Tai Chi Chuan em um parque. Gao derrotou-o, mas feriu-o tão profundamente que ele morreu três dias mais tarde. Para evitar a polícia Gao fugiu para a vila de Wu Ching, fora da cidade de Tianjin. 
Nunca retornou a Tianjin, passou os anos restantes de sua vida habitando atrás de uma loja de remédios para Medicina Tradicional Chinesa. 
Faleceu em 1951, com 85 anos de idade.